# Oma, Wisconsin
Oma là một thị trấn thuộc quận Iron, tiểu bang Wisconsin, Hoa Kỳ. Năm 2010, dân số của thị trấn này là 289 người.